# Lactoris
Lactoris fernandeziana és una espècie d'arbust endèmic del boscos de boira de l'illa de Robinson Crusoe (o Masatierra) de l'arxipèlag Juan Fernández.
Anteriorment, al sistema APG III (2009) estava ubicada dins la família Lactoridaceae, però a l'actual sistema APG IV (2016) està ubicada a la família de les aristoloquiàcies (Aristolochiaceae), dins l'ordre de les piperals.
El gènere Lactoris és monotípic.
Les dades morfològiques no són clares respecte a la classificació de Lactoris, però les dades moleculars la posen dins Aristolochiaceae.

## Descripción
Lactoris fernandeziana sembla de pol·linitzades anemòfilament. En estat silvestre hi ha 1000 plantes de baixa diversitat genètica.
En el registre fòssil s'ha trobat pol·len relacionat amb l'actual Lactoris.

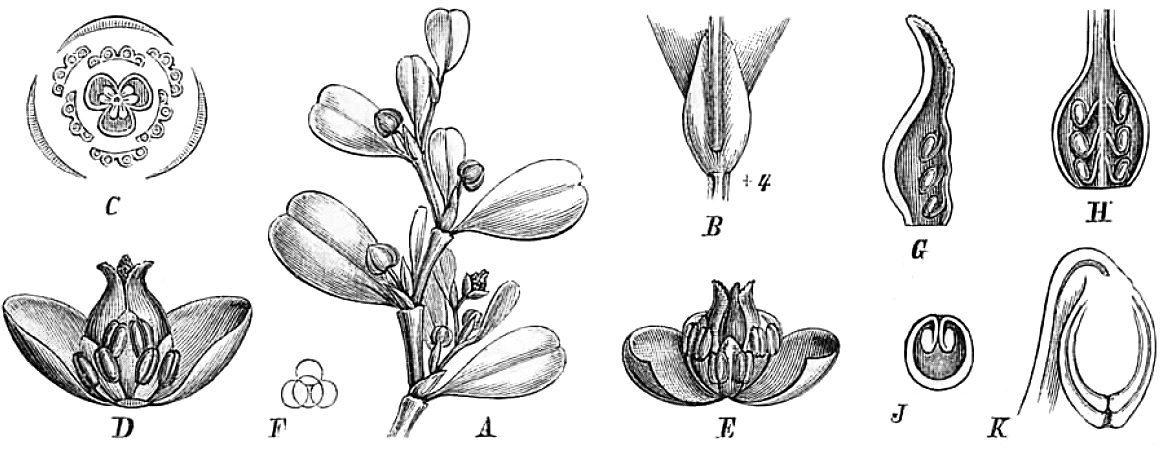
Lactoris fernandeziana - dibuix de 1888